# Piliocolobus waldronae
 (mai 2021).
La mise en forme du texte ne suit pas les recommandations de Wikipédia : il faut le « wikifier ».
Les points d'amélioration suivants sont les cas les plus fréquents. Le détail des points à revoir est peut-être précisé sur la page de discussion.
- Les titres sont pré-formatés par le logiciel. Ils ne sont ni en capitales, ni en gras.
- Le texte ne doit pas être écrit en capitales (les noms de famille non plus), ni en gras, ni en italique, ni en « petit »…
- Le gras n'est utilisé que pour surligner le titre de l'article dans l'introduction, une seule fois.
- L'italique est rarement utilisé : mots en langue étrangère, titres d'œuvres, noms de bateaux, etc.
- Les citations ne sont pas en italique mais en corps de texte normal. Elles sont entourées par des guillemets français : « et ».
- Les listes à puces sont à éviter, des paragraphes rédigés étant largement préférés. Les tableaux sont à réserver à la présentation de données structurées (résultats, etc.).
- Les appels de note de bas de page (petits chiffres en exposant, introduits par l'outil «  Source ») sont à placer entre la fin de phrase et le point final[comme ça].
- Les liens internes (vers d'autres articles de Wikipédia) sont à choisir avec parcimonie. Créez des liens vers des articles approfondissant le sujet. Les termes génériques sans rapport avec le sujet sont à éviter, ainsi que les répétitions de liens vers un même terme.
- Les liens externes sont à placer uniquement dans une section « Liens externes », à la fin de l'article. Ces liens sont à choisir avec parcimonie suivant les règles définies. Si un lien sert de source à l'article, son insertion dans le texte est à faire par les notes de bas de page.
- La présentation des références doit suivre les conventions bibliographiques. Il est recommandé d'utiliser les modèles {{Ouvrage}}, {{Chapitre}}, {{Article}}, {{Lien web}} et/ou {{Bibliographie}}. Le mode d'édition visuel peut mettre en forme automatiquement les références.
- Insérer une infobox (cadre d'informations à droite) n'est pas obligatoire pour parachever la mise en page.

Pour une aide détaillée, merci de consulter Aide:Wikification.
Si vous pensez que ces points ont été résolus, vous pouvez retirer ce bandeau et améliorer la mise en forme d'un autre article.
Colobe rouge de Miss Waldron
Espèce
Répartition géographique
Statut de conservation UICN

 CR A2cd : 
En danger critique
Piliocolobus waldronae, le Colobe rouge de Miss Waldron, est une espèce de mammifères primates originaire d'Afrique de l'Ouest,. Il avait déjà été décrit comme une sous-espèce de Piliocolobus badius, le Colobe rouge de l'Ouest. Il n'a pas été officiellement observé depuis 1978 et a été considéré comme éteint en 2000. Cependant, de nouvelles preuves suggèrent qu'un très petit nombre de ces singes vivent peut-être dans le coin sud-est de la Côte d'Ivoire. La Liste rouge de l'UICN note le Colobe rouge de Waldron comme étant en danger critique d'extinction .
Le Colobe rouge de Waldron a été découvert en décembre 1933 par Willoughby P. Lowe, un collectionneur du Musée d'histoire naturelle de Londres qui en avait abattu huit spécimens. Lowe l'a nommé en l'honneur de Fanny Waldron, une employée du musée qui participa à l'expédition.

## Description
La fourrure noire couvre la majorité des colobe rouge de Miss Waldron, mais un motif distinctif de la fourrure rouge vif se trouve sur le front et les cuisses, ce qui lui permet de se distinguer de leurs congénères . C'est un Singe de l'Ancien Monde, il atteint une hauteur d'environ 1 mètre, avec une tête petite pour son cadre. Aucune photographie d'un colobe rouge vivant de Waldron n'existe.

## Écologie et statut
Les forêts à haute canopée (forêts tropicales ) au Ghana et en Côte d'Ivoire servent d'habitat exclusif au colobe rouge de Miss Waldron. Ce singe formait généralement de grands groupes familiaux de vingt individus ou plus. C'est un animal social et très vocal, communiquant fréquemment avec les autres en utilisant des appels forts, des cris et des bavardages. Sa stratégie de sécurité repose sur l'utilisation des nombreux yeux et oreilles du groupe.
Les fruits, les graines et le feuillage constituent les principales sources de nourriture du Colobe rouge de Miss Waldron. Le colobe rouge de l'Ouest est fréquemment chassé et mangé par les plus grands carnivores, y compris les chimpanzés (et en particulier la sous-espèce Pan troglodytes verus, le Chimpanzé de l'Ouest dont l'aire de répartition croise celle de Piliocolobus waldronae), les léopards, les pythons, les aigles et les humains.

### Déclin jusqu'à (quasi) extinction
Le singe était fréquemment (et illégalement) braconné pour la viande de brousse, avec peu d'interférence de la part des gouvernements locaux. La destruction de l'habitat a également joué un rôle dans son déclin. Le Colobe rouge de Waldron est le premier primate à être soupçonné de s'être éteint au 21e siècle, mais il y a un débat considérable pour savoir si cette évaluation est effectivement correcte.
Une série d'enquêtes forestières, menées par la Wildlife Conservation Society de 1993 à 1999, n'a pas réussi à faire la preuve de l'existence du singe,,, et l'animal a été déclaré éteint un an plus tard. Cependant, l'UICN et d'autres autorités qui compilent les Listes rouges ont estimé que le critère requis selon lequel « il n'y a aucun doute raisonnable que son dernier individu est mort » n'était pas encore rempli.
Par ailleurs, le primatologue W. Scott McGraw de l'Université d'État de l'Ohio a recueilli des preuves de l'existence continue du singe au cours de ses expéditions en Côte d'Ivoire au cours des dernières années,, :
- en 2000, McGraw a reçu une queue de singe noire dont les tests ADN ont prouvé qu'elle provenait d'un colobe rouge. Le chasseur qui a donné la queue à McGraw a affirmé qu'il avait abattu le singe l'année précédente ;
- en 2001, un chasseur ivoirien a donné à McGraw un morceau de peau de singe rougeâtre qui proviendrait d'un colobe rouge de Miss Waldron ;
- la même année, McGraw a reçu d'un associé en Afrique une photographie de ce qui semblait être un colobe rouge adulte de Waldron qui avait été tué. Les experts qui ont examiné la photographie attestent de son authenticité probable.

Vraisemblablement, une population relique du singe se trouve toujours en forêt d'Ehy près de l'embouchure de la rivière Tano dans la lagune d'Aby, à la frontière entre la Côte d'Ivoire et le Ghana. Le Colobe rouge de Miss Waldron fait partie des 25 espèces « perdues les plus recherchées » qui font l'objet de l'initiative « Recherche d'espèces perdues » de Global Wildlife Conservation.